# Російсько-білоруський кордон
Білорусько-російський кордон — державний кордон між Білоруссю та Російською Федерацією. Існує з моменту розпаду СРСР, коли Білорусь та Росія стали окремими державами. До 1991 року була кордоном між РРФСР та БРСР. Наразі прикордонних пунктів та контролю на кордоні немає. Після створення Союзної Держави кордон існує формально. Довжина кордону становить 959 км. З 1 квітня 2011 року було скасовано транспортний контроль на кордоні.
1 лютого 2017 року Росія оголосила про створення прикордонної зони на кордоні з Білоруссю. Деякі ЗМІ пов'язують це зі скасуванням віз для відвідання Білорусі для 80 країн світу у січні цього року.

## Кордон на місцевості
Оскільки кордон не контролюється прикордонними службами Білорусі та Росії, то і питання його делімітації та демаркації не підіймалось. У лісі кордон становить собою просіку, вздовж якої часто проходять протипожежні канави та польові дороги. Кордон також можна визначити за квартальними стовбами, пофарбованими в червоний колір (не плутати з прикордонними знаками), однак такі стовби стоять не усюди. У полі досить складно визначити реальне місце проходження кордону, оскільки будь-які прикордонні знаки відсутні, але в полі також можна зустріти квартальні стовби. Прикордонні струмки та річки не відмічені ні квартальними стовбами, ні ніякими іншими знаками, без плану місцевості визначити проходження кордону неможливо. Є також прикордонні озера, де кордон ділить озеро, або проходить по берегу озера (наприклад озеро Єзерище), однак точне місце проходження кордону визначити досить складно. На автошляхах (але далеко не на всіх) по обидві сторони кордону розташовані закриті митні пункти, де до квітня 2011 року здійснювався транспортний контроль. Деякі пункти зі сторони Білорусі, як, наприклад «Юхновичі», наразі повністю розібрані. В місцях проходження встановлені дорожні знаки, що позначають в'їзд в державу та адміністративну одиницю (область, район) держави. Кордон в багатьох місцях перетинається польовими дорогами, жодних загороджень на цих дорогах немає.

## Медвеже-Саньково
Росії належить не зв'язаний з основною територією держави анклав Медвеже-Саньково, що має площу приблизно 4,5 кв. км. Анклав знаходиться всередині Добруського району Гомельської області Білорусі.

## Встановлення кордону з Росією
1 лютого 2017 року Росія оголосила про створення прикордонної зони на кордоні з Білоруссю. Деякі ЗМІ пов'язують це із відміною віз для відвідання Білорусі для 80 країн світу. Керівництво Білорусі 9 січня 2017 ввело безвізовий режим для громадян 80 країн світу, якщо вони відвідують Білорусь терміном до 5 діб і прибувають до Мінського аеропорту. Цей крок не був узгоджений із Москвою, хоча російські ЗМІ стверджують протилежне.